# Hughesville (Pennsilvània)
Hughesville és una població dels Estats Units a l'estat de Pennsilvània. Segons el cens del 2000 tenia 2.220 habitants.

## Demografia
Segons el cens del 2000, Hughesville tenia 2.220 habitants, 967 habitatges, i 608 famílies. La densitat de població era de 1.318,7 habitants per quilòmetre quadrat.
Dels 967 habitatges en un 29% hi vivien nens de menys de 18 anys, en un 48,9% hi vivien parelles casades, en un 10,5% dones solteres, i en un 37,1% no eren unitats familiars. En el 32,4% dels habitatges hi vivien persones soles el 15,5% de les quals corresponia a persones de 65 anys o més que vivien soles. El nombre mitjà de persones vivint en cada habitatge era de 2,3 i el nombre mitjà de persones que vivien en cada família era de 2,9.
Per edats la població es repartia de la següent manera: un 24,9% tenia menys de 18 anys, un 7% entre 18 i 24, un 28,8% entre 25 i 44, un 21,3% de 45 a 60 i un 18,1% 65 anys o més.
L'edat mediana era de 38 anys. Per cada 100 dones de 18 o més anys hi havia 83,9 homes.
La renda mediana per habitatge era de 29.361 $ i la renda mediana per família de 37.905 $. Els homes tenien una renda mediana de 29.750 $ mentre que les dones 20.794 $. La renda per capita de la població era de 16.271 $. Entorn del 4% de les famílies i el 6,9% de la població estaven per davall del llindar de pobresa.

## Poblacions més properes
El següent diagrama mostra les poblacions més properes.